# Gót rovásírásos feliratok
A gótok által történelmileg benépesített területen (Wielbark-kultúra, Csernyahov-kultúra) nagyon kevés gót nyelvű idősebb futhark feliratot találtak. A gótok korai kereszténnyé válása miatt a gót ábécé a 4. század közepére felváltotta a rúnákat.
Körülbelül egy tucatnyi feliratjelölt van, és közülük csak háromról fogadják el széles körben, hogy gót eredetű: a Pietroaselei gyűrű, amely egy fogadalmi feliratot tartalmaz, és egy nagyobb kincs része, amelyet a romániai Kárpátokban találtak, valamint két lándzsahegy, amelyen valószínűleg a fegyver neve szerepel, az egyiket az ukrán Kárpátokban, a másikat pedig Kelet-Németországban, az Odera közelében találták.

## Pietroaselei gyűrű
1837-ben Pietroaselében (Pietroasele, Délkelet-Románia, Bodza megye) találtak egy aranygyűrűt (nyakláncot), amelyet Kr. u. 400-ra datáltak, és amelyen 15 rúnából álló idősebb futhark felirat volt. A gyűrűt 1875-ben ellopták, és egy bukaresti aranyműves fogóval kettévágta. A gyűrűt visszaszerezték, de a 7. rúna mára megsemmisült: ᚷᚢᛏᚨᚾᛁ[?]ᚹᛁᚺᚫᛁᛚᚫᚷ
Az 1875 előtti rajzokon és leírásokban othala,  gutaniowi hailag (ᚷᚢᛏᚨᚾᛁᛟᚹᛁ ᚺᚨᛁᛚᚨᚷ) olvasható, vagy úgy értelmezik, hogy gutanio wi hailag „a gót nők szentje”, vagy gutan-iowi hailag „a gótok Jupiterének szentje” (Loewe 1909; Thunrazként értelmezve), vagy gutani othala wi hailag „a gótok szent öröksége” (gutani az Ulfilan 𐌲𐌿𐍄𐌰𐌽𐌴 (gutane) birtokos többes száma.
A 7. rúna othalaként való azonosságát azóta megkérdőjelezték, de a közelmúltban újra közzétettek egy fényképet, amelyet a londoni Arundel Society számára készítettek a kettévágás előtt, és a sérült rúna egyértelműen egy ᛟ. A gutanio értelmezése azonban továbbra is vita tárgyát képezi a runológusok között.

## Koveli lándzsahegy

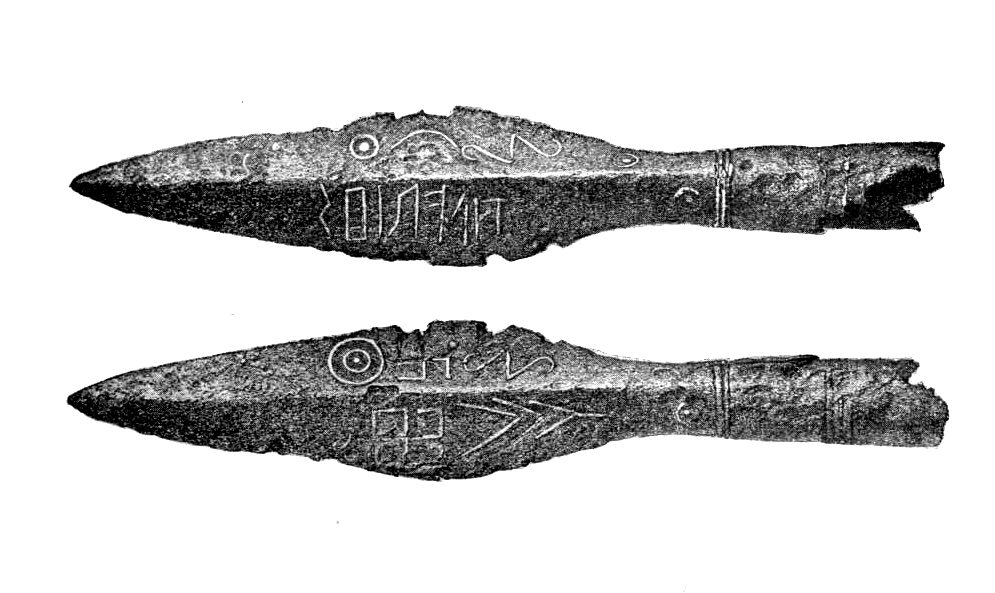
A koveli lándzsahegy

A 3. század elejéről származó lándzsafejet 1858-ban Suszycznoban, az ukrajnai Koveltől 30 km-re találták.
A lándzsahegy mérete 15,5 cm, legnagyobb szélessége 3,0 cm. A hegy mindkét oldalát ezüst szimbólumokkal intarziálták. A felirat feltűnően jobbról balra halad, és tilarids-ként olvasandó, amelyet értelmezhetünk úgy, mint „odalovagló", de az valószínűbb, ahogyan azt Prof. Johannes Hoops (Reallexikon der germanischen Altertumskunde, 17. kötet) javasolta, „Ziel-Reiter” (azaz: „céllovas” = biztos találat, talán egy kívánságnak szánva), amely vagy egy harcosnak, vagy magának a lándzsának a neve. A névutó -s miatt (a proto-északi z-vel ellentétben) kelet-germán (gót) névalakkal azonosítják. A t és a d közelebb áll a latin ábécéhez, mint a klasszikus idősebb futharkhoz, mert a felirat így néz ki: TᛁᛚᚨᚱᛁDᛊ.
A lándzsahegy egy 1880-as másolatát Berlinben, egy 1884-es másolatát Varsóban állították ki. Az eredetit 1939-ben náci régészek rabolták el lengyel tulajdonosától, és a második világháború végén teljesen elveszett.

## Dahmsdorf-münchebergi lándzsahegy

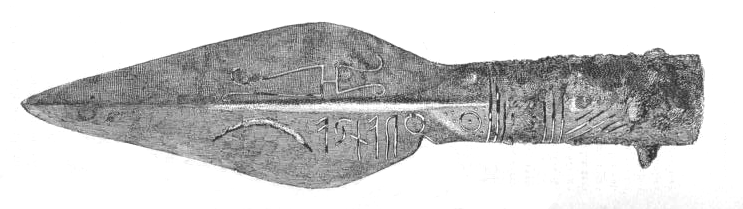
A dahmsdorf-münchebergi lándzsahegy

A Berlin és az Odera folyó közötti, Brandenburg tartományi Dahmsdorf-Münchebergben talált lándzsafej, felirata: ᚱᚨᚾᛃᚨ (ranja) (Ulfilan 𐍂𐌰𐌽𐌽𐌾𐌰 [rannja], „útválasztó”).

## Lețcani kézi orsó
A romániai Lețcaniban talált, a 4. századból származó orsófonat.
Felirata: ᚨᛞᛟᚾᛊᚢᚠᚺᛖ ᛬ᚱᚨᛜᛟ᛬ (adonsufhe :rango:)

## Szabadbattyáni övcsat
Ez egy a magyarországi Szabadbattyánban talált, az 5. század elejére keltezett ezüstcsat, amely talán az osztrogótokra utal.
Felirata:  ᛗᚨᚱᛁᛜᛊ (mari͡ŋgs)

## Fordítás
Ez a szócikk részben vagy egészben  a   Gothic runic inscriptions című angol Wikipédia-szócikk ezen változatának fordításán alapul.  Az eredeti cikk szerkesztőit annak laptörténete sorolja fel. Ez a jelzés csupán a megfogalmazás eredetét és a szerzői jogokat jelzi, nem szolgál a cikkben szereplő információk forrásmegjelöléseként.